# Geoff Platt
Geoff Platt (ur. 10 lipca 1985 w Toronto) – kanadyjski hokeista. Reprezentant Kanady oraz Białorusi.

## Kariera
- North Bay Centennials (2001–2002)
- Saginaw Spirit (2002–2003)
- Erie Otters (2003–2005)
- Atlantic City Boardwalk Bullies (2005)
- Columbus Blue Jackets (2005–2007)
  -  Syracuse Crunch (2005–2007)
- Anaheim Ducks (2007–2008)
  -  Portland Pirates (2007–2008)
- Ilves (2008–2009)
- Dynama Mińsk (2009–2013)
- Łokomotiw Jarosław (2013-2015)
- CSKA Moskwa (2015-2016)
- Växjö Lakers (2016)
- CSKA Moskwa (2016-2018)
- Jokerit Helsinki (2018-2019)
- Awtomobilist Jekaterynburg (2019-2020)
- Saławat Jułajew Ufa (2020-2022)
- JYP (2022-)
- Tappara (2022-)

Od 2009 zawodnik Dynama Mińsk. W maju 2011 podpisał z klubem nowy 3-letni kontrakt. 26 lutego 2012 otrzymał białoruskie obywatelstwo (wraz z nim dwaj jego rodacy Charles Linglet i Kevin Lalande). Procedura przyznania została przyspieszona ze względu na przepis umożliwiający to i dopuszczający wyjątki "gdy chodzi o osoby odnoszące wielkie sukcesy na polu kultury, nauki i sportu". Decyzję zatwierdził formalnie prezydent, Alaksandr Łukaszenka, prywatnie admirator hokeja na lodzie. 30 grudnia 2013 odszedł z Mińska i został zawodnikiem Łokomotiwu Jarosław. W sierpniu 2015 odszedł z Łokomotiwu. Wówczas został zawodnikiem CSKA Moskwa. Od czerwca 2016 zawodnik Växjö Lakers. Od grudnia 2016 ponownie zawodnik CSKA Moskwa. W lipcu przeszedł do fińskiego Jokeritu Helsinki. W maju 2019 został graczem Awtomobilistu Jekaterynburg. Zwolniony w połowie grudnia 2020. Kilka dni potem związał się rocznym kontraktem z Saławatem Jułajew Ufa. Po rozpoczęciu inwazji Rosji na Ukrainę na początku marca 2022 tj. na początku fazy play-off w sezonie KHL (2021/2022) odszedł z klubu (podobnie jak wszyscy nierosyjscy zawodnicy drużyny). W lipcu 2022 został zawodnikiem fińskiego JYP. Od początku grudnia 2022 zawodnik Tappary.
W wieku juniorskim reprezentował Kanadę. Uczestniczył w turnieju mistrzostw świata juniorów do lat 18 edycji 2003. Po otrzymaniu białoruskiego obywatelstwa zadebiutował w kadrze seniorskiej Białorusi w listopadzie 2013 podczas turnieju Euro Ice Hockey Challenge 2013/2014. W tym samym cyklu, 7 lutego 2014 zdobył pierwszego gola dla Białorusi w meczu z Włochami w Gdańsku; został wybrany najlepszym napastnikiem całego turnieju. W barwach Białorusi uczestniczył w turniejach mistrzostw świata edycji 2014, 2016, 2018 (Elita), 2019 (I Dywizja), 2021 (Elita).

## Sukcesy

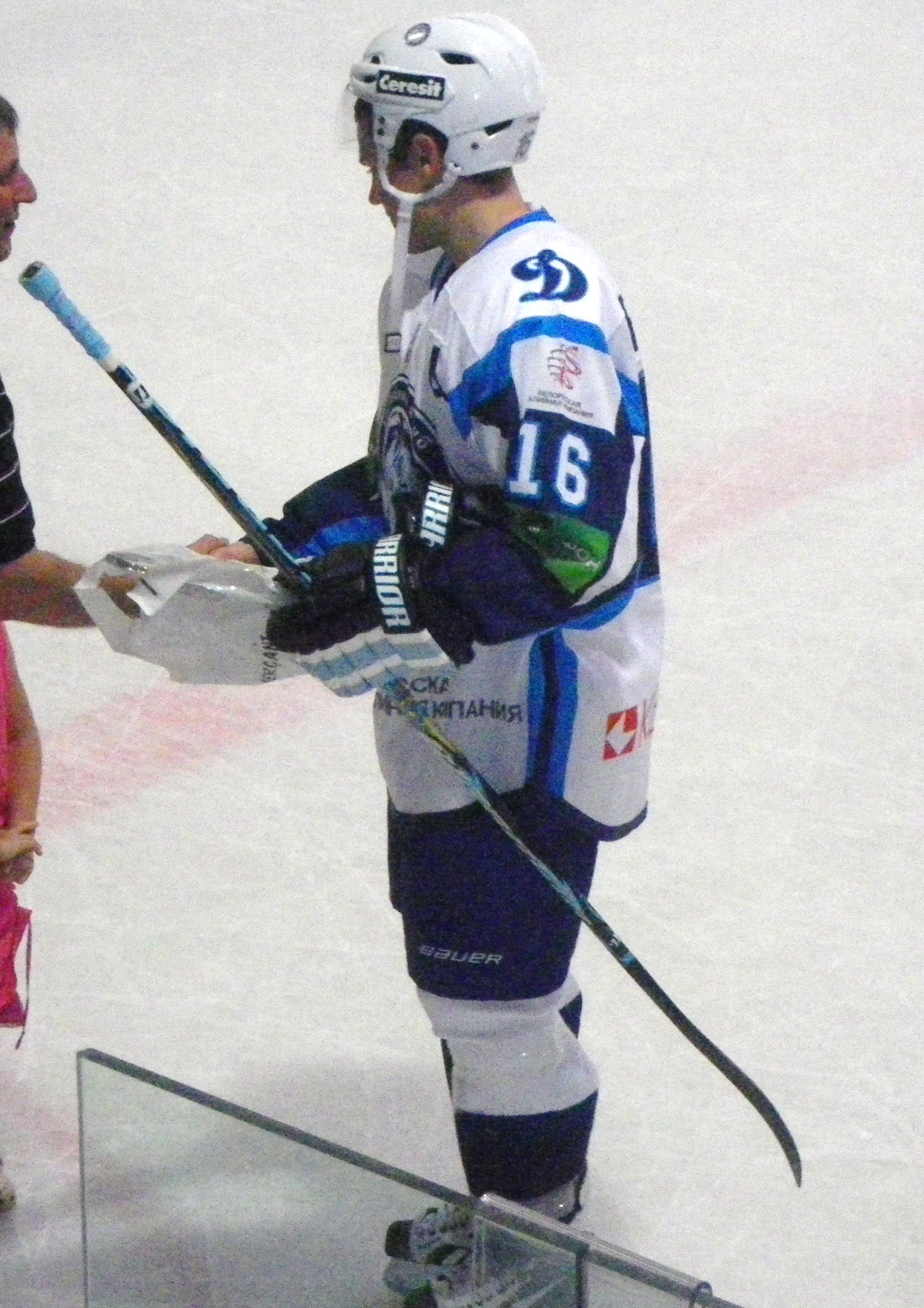
Geoff Platt odbiera nagrodę po zakończeniu meczu w barwach Dynama Mińsk (2011)

Reprezentacyjne
- Złoty medal mistrzostw świata juniorów do lat 18: 2003 z Kanadą
- Awans do MŚ Elity: 2019 z Białorusią

Klubowe
- Puchar Spenglera: 2009 z Dynama
- Brązowy medal mistrzostw Rosji: 2014 z Łokomotiwem Jarosław

Indywidualne
- KHL (2009/2010):
  - Najlepszy napastnik miesiąca - styczeń 2010
  - Mecz Gwiazd KHL
- KHL (2010/2011):
  - Drugie miejsce w klasyfikacji strzelców zwycięskich goli w sezonie zasadniczym: 7 goli
- KHL (2013/2014):
  - Mecz Gwiazd KHL[23]
- Euro Ice Hockey Challenge 2013/2014:
  - Najlepszy napastnik turnieju w Polsce w lutym 2014
- KHL (2015/2016):
  - Trzecie miejsce w klasyfikacji zwycięskich goli w sezonie zasadniczym: 7 goli
  - Nagroda „Sekundy” dla strzelca najpóźniejszego gola w sezonie: w fazie play-off podczas trzeciej dogrywki meczu uzyskał gola w 111. minucie 12. sekundzie spotkania[24]
- Mistrzostwa Świata w Hokeju na Lodzie 2016/Elita:
  - Jeden z trzech najlepszych zawodników reprezentacji w turnieju[25]
- Mistrzostwa Świata w Hokeju na Lodzie 2018/Elita:
  - Jeden z trzech najlepszych zawodników reprezentacji w turnieju[26]
- Mistrzostwa Świata w Hokeju na Lodzie 2019/I Dywizja#Grupa A:
  - Piąte miejsce w klasyfikacji strzelców turnieju: 3 gole[27]
  - Trzecie miejsce w klasyfikacji asystentów turnieju: 4 asysty[28]
  - Trzecie miejsce w klasyfikacji kanadyjskiej w fazie play-off: 7 punktów[29]
  - Skład gwiazd turnieju[30]
  - Najlepszy napastnik turnieju[31]

Wyróżnienie
- Hokeista Roku na Białorusi: 2019[32]